# Toyonaka

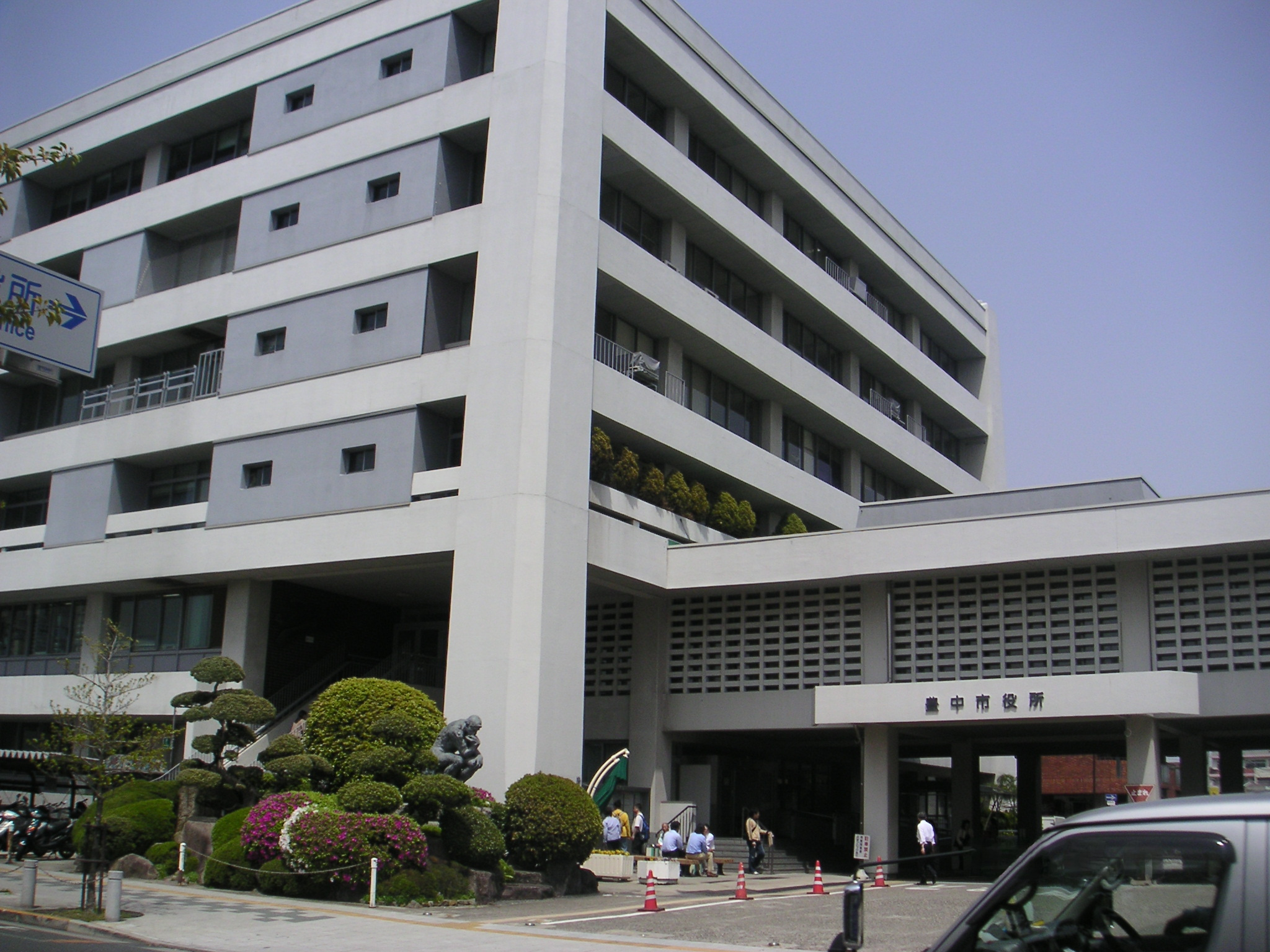
Primăria orașului Toyonaka

Toyonaka (豊中市 Toyonaka-shi?) este un municipiu din Japonia, prefectura Osaka.

## Legături externe
1. ↑   http://www.geopostcodes.com/Toyonaka_shi Lipsește sau este vid: |title= (ajutor)